# سوزان أودي
سوزان أودي (مواليد 31 أكتوبر 1952) هي مذيعة أخبار تلفزيونية أمريكية متقاعدة في كولومبيا، كارولاينا الجنوبية في WIS (TV). كابنة لوالدين في الخدمة العسكرية، انتقلت من فرجينيا إلى كلية إرسكين في كارولينا الجنوبية عام 1972 عندما أصيبت بجروح خطيرة في حادث سيارة عام 1974. أمضت ستة أشهر في المستشفى. عاشت بقية حياتها على كرسي متحرك، وتغلبت على الاكتئاب والغضب في ذلك الوقت وحصلت على شهادات جامعية وعملت في بث الأخبار التلفزيونية، بدءًا من عام 1978 حتى تقاعدها في عام 2006، بالإضافة إلى العمل في المسرح والخطابة العامة. نشأت على المذهب الميثودي، واعتنقت البهائية في عام 1995 وتقول إن ذلك وسع آفاقها حول المجتمع و الدين.

## الحياة الشخصية
ولدت أودي في عيد الهالوين عام 1952 لعائلة عسكرية عاشت في العديد من المواقع - تخرجت من المدرسة الثانوية في ألمانيا وكانت في فورت لي، فيرجينيا في الوقت الذي التحقت فيه بالجامعة تقريبًا.
التحقت أودي كلية إرسكين حوالي عام 1972 لأن عمة وخالاً لها التحقا بها، وعملت كممثلة لسكن الطالبات في مجلس الحكومة الطلابية، وكانت وصيفة في مسابقة ملكة العودة للوطن (Homecoming Queen). في عام 1974، كانت أودي في سيارة صدمتها شاحنة - قُتل اثنان وأصيب اثنان آخران - خلال سنتها الثالثة في الكلية، وأصيبت بإصابات داخلية خطيرة. تعافت لكنها أصيبت بشلل من الخصر إلى أسفل. قضت حياتها منذ ذلك الحين على كرسي متحرك. بعد عام من العلاج في المستشفى وإعادة التأهيل، عانت خلالها من الاكتئاب والغضب، مضت قدمًا لإنهاء تعليمها الجامعي، وتنافست في المسابقة الوطنية لملكة جمال الكراسي المتحركة في أمريكا بعد فوزها بلقب ملكة جمال فيرجينيا على كرسي متحرك، الألعاب البارالمبية بتميز في مسابقات رمي الرمح ودفع الجلة، وانتُخبت ملكة العودة للوطن في إرسكين في 1975-1976، وحصلت على بكالوريوس الآداب في اللغة الإنجليزية والإسبانية عام 1976. حصلت على درجة الماجستير في الصحافة/الاتصالات من جامعة كارولاينا الجنوبية في كولومبيا عام 1978 وانضمت إلى جمعية كابا تاو ألفا.
تحدثت أودي كثيرًا عن كيف شكل إيمانها الروحي حياتها. في عام 1995، أثناء حضورها الكنيسة الميثودية حيث كانت تُدرّس في مدرسة الأحد وتحضر دروس المدرسة اللاهوتية، بدأت أودي فترة من الدراسة المكثفة لـالبهائية على مدى ثلاث سنوات تقريبًا قبل اعتناقها بعد اتصالها بصديق لوالدي ابنتها واستكشافها الخاص الذي شمل حوالي 20 كتابًا في عام واحد تقريبًا. أدى اعتناق الدين الجديد إلى إدراكها لمحدودية تعرض دائرتها الاجتماعية لأشخاص من أعراق أخرى، وقدم تفاؤلاً بمستقبل البشرية وأكد إحساسها بالأخلاقيات للصحفيين. نظمت حلقات دراسية بهائية لدراسة كتب روحي، وساعدت في النشر البهائي.
خلال مسيرتها المهنية كمذيعة أخبار، شاركت أودي بنشاط في العديد من الأنشطة والمنظمات وعند تقاعدها في عام 2006، مُنحت أعلى وسام مدني في الولاية: وسام النخلة لمساهماتها في الولاية من قبل الحاكم آنذاك مارك سانفورد.
تزوجت أودي من كيفن فيشر عام 1982. عُرفت باسم سوزان أودي فيشر على الهواء حتى طلاقهما عام 2001. لديهما ابنة بالغة، بليث.

## المسيرة المهنية

### البث التلفزيوني
دخلت أودي مجال الأخبار التلفزيونية مستلهمة من باربرا والترز قبل 12 عامًا من قانون الأمريكيين ذوي الإعاقة لعام 1990، في البداية كمذيعة طقس ومراسلة. قالت أودي في مقابلة عام 2006 في برنامج توداي شو: "إذا ذهبت لتغطية قصة كانت في الطابق الثاني من مبنى لا يحتوي على مصاعد أو منحدرات، لم أستطع العودة إلى غرفة الأخبار وأقول 'لم أتمكن من الحصول على القصة'".
وظفت في البداية "كمذيعة طقس" وكانت تظهر في مقدمة نشرة أخبار المحطة. بعد عام في WIS (TV) أصبحت مذيعة نهاية الأسبوع، وبحلول عام 1982 انضمت إلى المذيع المخضرم إد كارتر في نشرات الأخبار خلال أيام الأسبوع كأول مذيعة متفرغة في تاريخ تلفزيون كولومبيا. عملت هي وكارتر معًا لمدة 16 عامًا حتى تقاعد كارتر في عام 1998.
في عام 1981، انتُخبت رئيسة لفرع الولاية لرابطة مذيعي وكالة أسوشيتد برس.
أعلنت أودي تقاعدها في 1 فبراير 2006، بعد 28 عامًا كمراسلة ومذيعة أخبار تلفزيونية. قررت سوزان التقاعد بعد كسر في الورك.

### الخطابة والخدمات
في عام 1983، عادت أودي إلى إرسكين لإلقاء أول "محاضرة كاردويل"، وفي عام 1984 و 1989 ألقت كلمة في مؤتمر تشريعي. في عام 1985، ألقت خطاب التخرج في برنامج تدريب مبرمجي الكمبيوتر للمعاقين في كلية مجتمع فالنسيا. في عام 1995، ألقت كلمة أمام دفعة الخريجين من كلية إرسكين وعُينت كعضو جديد في مجلس أمناء الكلية ونائبة رئيس لجنة جمعت الأموال للكلية في عام 1998. في عام 1996، ساعدت في جمعية مهرجان كولومبوس الموسيقي، وتمت مقابلتها من قبل برنامج التلفزيون التعليمي Making It Grow! ومقره كليمسون، وكانت جزءًا من حمل الشعلة الأولمبية عبر كارولينا الجنوبية لدورة الألعاب الأولمبية الصيفية 1996 في أتلانتا. في عام 1998، تحدثت أمام فرع من منظمة بنات الثورة الأمريكية.
كانت حياتها وإنجازاتها موضوع قصص في التدبير المنزلي الجيد ومجلات مس.، وكذلك على سي إن إن ولايف تايم قنوات الكابل وبرنامج سالي جيسي رافائيل. في عام 2003، استضافت أودي فيلمًا وثائقيًا تلفزيونيًا تعليميًا في كارولينا الجنوبية عن الأطفال ذوي الرعاية الخاصة.
في عام 2010، كانت أودي مقدمة الحفل في مسيرة حزب الشاي في أبريل 2010 أمام مبنى الكابيتول بولاية كارولينا الجنوبية.

### من أجل الدين البهائي
منذ تقاعدها من البث كمهنة احترافية، سافرت وألقت محاضرات، وعملت بدوام جزئي في راديو بهائي، WLGI، في كارولينا الجنوبية بما في ذلك إجراء مقابلات مع بهائيين للبث. تم إجراء مقابلة معها في البرنامج الإذاعي وسلسلة البودكاست منظور بهائي بالإضافة إلى المساهمة في مجموعة أعمالها من خلال مراجعة مؤلفي الكتب في المكتبة في معهد لويس غريغوري.

### المسيرة المسرحية
ظهرت أودي في مجموعة متنوعة من المسرحيات. في عام 1972 ظهرت في مسرحية ما الخطأ الذي ارتكبناه؟ (What did we do wrong?) من تأليف هنري دنكر أثناء دراستها في كلية إرسكين، بالإضافة إلى نشر بعض الشعر. في أواخر الثمانينيات، ظهرت أودي في فيلمين - Distortions (1987) بدور المشيعة رقم 9، وفي Staying Together (film (لعبت دور نفسها). لعبت أودي دور مدام روزموند في إنتاج مسرح ورشة كارولينا الجنوبية لمسرحية Les Liaisons Dangereuses (علاقات خطرة) في يناير/فبراير 2009.

## الجوائز والتكريمات
حصلت أودي على عشرات التكريمات طوال حياتها. أثناء دراستها للحصول على درجة الماجستير في جامعة كارولينا الجنوبية، أُضيفت إلى قائمة "Who's who among students in American Universities and Colleges" كأفضل طالبة مبتدئة للعام. أدرجتها مجلة Good Housekeeping كواحدة من "100 شابة واعدة". في عام 1988، منحتها جامعة كولومبيا درجة الدكتوراه الفخرية في العلوم الإنسانية، وتم تكريمها كأفضل مهنية معاقة في الولايات المتحدة وكانت وصيفة للجائزة الدولية لفرع الولاية من "Pilot International". في عام 1998، تم اختيار أودي ضمن "الدائرة الماسية" لكلية الصحافة في جامعة كارولاينا الجنوبية. في عام 1999 فازت "بجائزة سوليفان" من كلية إرسكين. كرمتها لجنة الحاكم المعنية بالمرأة بجائزة امرأة الإنجاز لعام 2001 والتي تُمنح "للإنجازات الرائعة والالتزام بولايتنا". في عام 2006، مُنحت أعلى وسام مدني في الولاية: وسام النخلة لمساهماتها في الولاية من قبل الحاكم آنذاك مارك سانفورد.